# Újlak (Románia)
Újlak (románul Uilac) falu Romániában Hargita megyében.
Székelykeresztúrtól 14 km-re nyugatra az Újlak-patak völgyében fekszik. Hargita megye legnyugatibb falva. 1301-ben Vilak néven említik először. Ortodox temploma 18. századi, 1905-ben Búnról telepítették át.
1910-ben 140, 1992-ben 29 román lakosa volt. A trianoni békeszerződésig Udvarhely vármegye Székelykeresztúri járásához tartozott.